# 森のゆうえんち
森のゆうえんち（もりのゆうえんち）は、京都府京都市左京区八瀬野瀬町120番地にかつて存在した京福電気鉄道子会社の「比叡産業」が経営母体だった遊園地である。同社の資本金は1990年後半の時点で1000万円、京福電気鉄道の100パーセント出資、総面積は約40000平方メートル。

## 歴史
当初は八瀬遊園として1964年（昭和39年）にオープンした、家族向けの中規模遊園地で、開業当時は数少ない遊園地であった。前身は、1925年大正14年12月に開園した八瀬遊園地である。戦前の八瀬遊園地では、レジャー施設のほかに、「平八茶屋」など有名な料亭が誘致・配置された。新遊園地、八瀬遊園は、高野川をはさんで旧遊園地の跡地に向かい合う形で開園している。なお、大正モータリゼーションが一般化していなかった昭和40年代は、グランドプールとガーデンプールが年間20万人近い水泳客を集め、すなめりくじらが泳ぐ水族館（後述）も人気があった。京福電鉄の経営にも寄与したが、遊園地といいながら遊具はさほど人気がなく、市民からは数少ない大型プールの印象であった。しかし車社会が到来し若狭方面へ海水浴に出かける市民が増加すると、水泳客は徐々に減少し、他の遊園地との競争も激化して低迷する。1983年（昭和58年）7月21日には遊具の総入れ替え、レストラン変更、営業をスポーツバレー株式会社に委託し、若者向けスポーツ遊園地スポーツバレー京都となったが好転せず、再び1999年（平成11年）3月13日には、メリーゴーラウンドなど子ども向けの遊具を充実させ、その名の通り森の中に位置していることから「森のゆうえんち」としてリニューアルを図る。しかしこれもまた実らなかった。
そして、京福電鉄が福井県の越前本線（現・えちぜん鉄道勝山永平寺線）の列車衝突事故の影響で業績が悪化したことから、2001年（平成13年）11月30日に閉園した。37年間の営業の幕を閉じることとなった。11月26日には、園内が無料開放された。跡地にはリゾートトラストの大規模な会員制ホテル「エクシブ京都八瀬離宮」が2006年（平成18年）11月28日に開業し、かつての面影はなくなっている。
開園当時、園内には海水魚を集めた水族館である「八瀬海水水族館」が設置されていたが、スポーツバレー京都へのリニューアル後の1984年3月限りで閉館となった。その後2012年に京都水族館が開館するまで、京都市内に水族館を名乗る施設は存在しなかった。

## 主な施設
- ローラースケート
- スピンレーシング
- キャンナムカー
- ロックンロール
- パターゴルフ(9ホール/18ホール　2設備)
- バズーカ砲
- カーニバルゲーム
- スペースシューティング
- ビッグウォール
- グレートランターン
- パワーボード
- スカイサイクル
- こども遊戯
- アルカトラズ
- スカイコリドール
- レーザーガン
- ポケットバイク
- ポケットクロス
- ローリングコースター
- アクションバギー
- ファンシーサイクル
- アーチェリー
- フラワーカーニバル
- ダーツ
- グランドプール(直径50メートル、円形、入場料大人1600円、子供800円)
- ダイビングプール(25メートル、7コース、クラブ会員制、体験ダイビングは2時間5000円)
- レストラン(直営/客席数200)
- 喫茶店(直営/客席数60)
- 軽食コーナー(直営/客席数30)
- 宿泊施設(八瀬かまぶろ叡麓館)
- 料理旅館(八瀬かまぶろ喜鶴亭)

※出典:全国レジャーランド名鑑1996 

## アクセス
- 叡山電鉄叡山本線八瀬遊園駅下車、徒歩1分
八瀬遊園開園翌年の1965年（昭和40年）に元の「八瀬駅」から「八瀬遊園駅」に改称したが、閉園に伴い現在は「八瀬比叡山口駅」となっている。

## その他
- 開業当時から一貫して京福電気鉄道の経営であるように一般には案内されているが、比叡産業が1980年（昭和55年）12月に設立。業務委託が行われ、スポーツバレー京都開園時、森のゆうえんち（時期不明）のパンフレットでは「比叡産業株式会社」の名が記されている。
- 明石家さんまと島田紳助の二人が駆け出しの頃、八瀬遊園に揃って営業で来たことがある。しかし、2人のネタを見て笑う客がいなかったため、困り果てたさんまは後日 紳助を引田天功の弟子だと紹介し「今から水中縄抜けショーをします」と発言した。その際 紳助の手足をロープでくくり、紳助をプールへ落とした。その結果 紳助は溺れ監視員に助け出された。監視員に助けられている紳助を見てさんまは大爆笑しており、後の行列のできる法律相談所やFNS27時間テレビ内で「あの時のあいつの顔、一生忘れへん!!!」とコメントしている。
- 「スポーツバレー京都」時代には、「mamiのRADIかるコミュニケーション」のKBS京都でのスポンサーだった。
- X JAPANは1987年-1989年にここでライブを行っている。またLUNA SEAも1992年にここでライブを行っておりギタリストのSUGIZOはギターに火を放ち破壊するパフォーマンスを行っている。黒夢もインディーズ時代の1992年と1993年にライブ出演している。
- 1985年8月11日、当時まだブレイク前のレベッカとBARBEE BOYSが園内（スポーツパレー京都当時）にあった野外ステージでジョイントライブを行った場所である。